# Spilocuscus
Spilocuscus Gray, 1862 è un genere di marsupiali arboricoli della famiglia dei Falangeridi. Comprende cinque specie note comunemente come cuschi maculati.

## Descrizione
A seconda della specie, i cuschi del genere Spilocuscus hanno una lunghezza testa-corpo di 33,8–64 cm e una coda di 31,5–59 cm; pesano 2–7 kg. Generalmente le femmine hanno dimensioni maggiori dei maschi. Tranne che nel cusco di Waigeo (S. papuensis), i sessi differiscono anche nella colorazione. Nel cusco maculato comune (S. maculatus) i maschi adulti, tranne quando sono completamente bianchi, hanno il manto di colore grigio chiazzato di bianco sulle regioni superiori e bianco su quelle inferiori. Le femmine sono di colore grigio uniforme e generalmente sono prive di macchie. Nel cusco a macchie nere (S. rufoniger) e nel ben più piccolo cusco delle isole dell'Ammiragliato (S. kraemeri) le femmine presentano una sorta di sella scura sul dorso, ma nella stessa area i maschi hanno una serie di screziature o macchie. Nel cusco di Waigeo entrambi i sessi sono ricoperti da macchie molto piccole. Gli esemplari giovani vanno incontro a tutta una serie di variazioni cromatiche. Il manto è folto e lanoso, e le orecchie sono quasi invisibili.
Vi sono varie caratteristiche uniche che differenziano le specie di Spilocuscus da quelle del genere Phalanger. In primo luogo vi è il dicromatismo sessuale di cui abbiamo parlato. Negli esemplari di Spilocuscus di ambo i sessi l'osso frontale del cranio è notevolmente convesso e presenta un grosso incavo che non si apre nella cavità nasale. Il primo molare superiore presenta un protocono ben sviluppato; inoltre in Spilocuscus la sutura tra le ossa alisfenoidi e il basoccipitale si sviluppa molto prima che in tutti gli altri Falangeridi. Le femmine hanno quattro mammelle.

## Distribuzione e habitat
La specie di Spilocuscus più numerosa, S. maculatus, ha un areale che comprende Nuova Guinea e isole vicine, l'arcipelago di Bismarck, Seram e isole vicine e la penisola di Capo York (Queensland). S. kraemeri è presente solamente a Manus e in alcune isolette vicine, tutte appartenenti al gruppo delle isole dell'Ammiragliato, a nord-est della Nuova Guinea. S. papuensis è endemico di Waigeo, un'isola al largo dell'estremità occidentale della Nuova Guinea. Il rarissimo S. rufoniger è presente nelle regioni settentrionali della Nuova Guinea, e S. wilsoni, parimenti raro, vive solamente sulle due isole indonesiane di Biak e Supiori.

## Biologia

### Comportamento
I cuschi maculati si incontrano prevalentemente nelle foreste pluviali dal livello del mare fino a 820 m di quota, ma popolano anche le formazioni di mangrovie e le foreste aperte. Non utilizzano tane o nidi, ma si costruiscono piccoli giacigli di foglie in cui dormire. Hanno abitudini prevalentemente notturne e arboricole, si arrampicano lentamente e cautamente, mantenendo una forte stretta con le zampe, ma quando sono sul terreno sono in grado di correre rapidamente quanto un essere umano.

### Alimentazione
In natura sono stati visti nutrirsi di frutta, fiori e foglie, ma in cattività si nutrono volentieri anche di cibo per cani e di carne di pollo. I maschi sono aggressivi e in cattività vengono sempre tenuti separati tra loro.

### Riproduzione
Sia in Nuova Guinea che in Australia la stagione della riproduzione dura gran parte dell'anno. Sebbene talvolta siano stati trovati anche tre piccoli in un marsupio, è probabile che ne venga allevato solo uno. Un esemplare di cusco maculato comune è vissuto in cattività più di 11 anni.

## Conservazione
Tutte le specie di Spilocuscus sono inserite nell'Appendice II della CITES (seppur indicate col nome collettivo di S. maculatus). La IUCN classifica S. wilsoni e S. rufoniger tra le specie in pericolo critico. Quest'ultima specie, nota unicamente a partire da un numero ridotto di esemplari, è soggetta a caccia intensa e inoltre vede ridursi sempre più il suo areale a causa della deforestazione e dell'espansione delle aree agricole.

## Tassonomia
Il genere Spilocuscus comprende cinque specie:
- Spilocuscus kraemeri (Schwarz, 1910) - cusco delle isole dell'Ammiragliato;
- Spilocuscus maculatus (É. Geoffroy, 1803) - cusco maculato comune;
- Spilocuscus papuensis (Desmarest, 1822) - cusco di Waigeo;
- Spilocuscus rufoniger (Zimara, 1937) - cusco a macchie nere;
- Spilocuscus wilsoni Helgen e Flannery, 2004 - cusco maculato dagli occhi azzurri.

Fino a non molto tempo fa queste specie venivano classificate nel genere Phalanger.